# 尼崎熊蔵3世
尼崎熊蔵3世（あまがさきくまぞう、1959年8月22日 - ）兵庫県尼崎市出身の音楽プロデューサー、ギタリスト、歌手。 本名、間瀬場健治。

## 略歴
1986年に赤井電機（株）電子楽器事業部入社。サンプラー、MPCシリーズ、AKAI EWIシリーズのマーケティング及びアーティスト・リレーション担当。1999年AKAI professional M.I. マーケティング統括ジェネラルマネージャー。2004年 CGE株式会社（チキンジョージ・エンターテインメント）代表就任。

## 活動歴
- 1986年　マイケル・ブレッカー、マイク・スターン、ケニー・カークランド、オマー・ハキム等のライブ・サポート。
- 1999年　T-SQUAREの韓国公演プロデュース。
- 2004年
  - 9月、A.O.I（宮崎隆睦・高橋亞土）のレコーディング・ディレクター、プロデュースを担う。
  - 12月 四万十太朗（本田雅人）とフォークデュオ「アマント」結成。
- 2005年
  - エテナクス「月が昇る」[1]A&R・ディレクター。
  - キナコ「Kinako!!!!!」プロデューサー。
- 2006年
  - Gulliver Get「はちみつの水槽」プロデューサー。
  - ラジオ関西「Music Baz On The Air」ラジオパーソナリティ。
- 2007年
  - Gulliver Get「紅い月 〜あの人に愛されますように〜」「街」「じゃあね」「Gulliver Get 1 〜彩〜」ディレクター&プロデューサー。
- 2008年
  - Gulliver Get「episode 〜桜の木の下で〜」ディレクター&プロデューサー。